# Гамелсдорф
Гамелсдорф (њем. Gammelsdorf) општина је у њемачкој савезној држави Баварска. Једно је од 24 општинска средишта округа Фрајзинг. Према процјени из 2010. у општини је живјело 1.575 становника. Посједује регионалну шифру (AGS) 9178125.

## Географски и демографски подаци
Гамелсдорф се налази у савезној држави Баварска у округу Фрајзинг. Општина се налази на надморској висини од 495 метара. Површина општине износи 21,6 km². У самом мјесту је, према процјени из 2010. године, живјело 1.575 становника. Просјечна густина становништва износи 73 становника/km².